# شراب‌خانه آرنی-۱

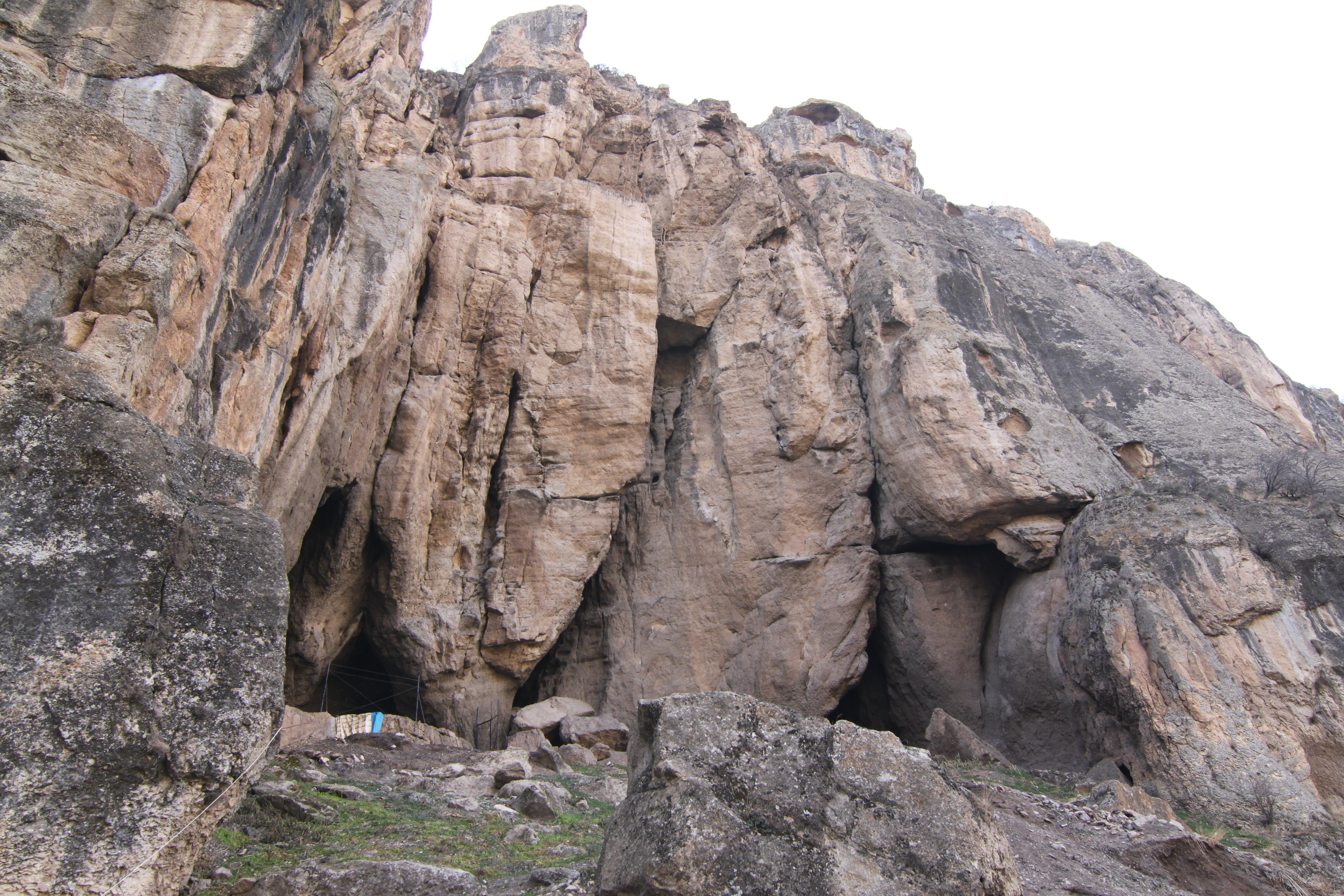
ورودی مجموعه غار آرنی-۱

شراب‌خانه آرنی-۱ مربوط به ۶۱۰۰ سال قبل که قدیمیترین در نوع خود در دنیا است در حفاری‌های سال ۲۰۰۷ میلادی توسط یک تیم از باستان‌شناسان ارمنی، ایرلندی و آمریکایی در مجموعه غار آرنی-۱ در روستای آرنی، استان وایوتس‌جور-ارمنستان یافت شد.
حفاری‌های انجام شده توسط یک تیم از ارمنستان («بوریس گاسپاریان» از مؤسسه باستان‌شناسی و قوم‌شناسی فرهنگستان ملی علوم ارمنستان) و «رون پینهاسی» پژوهشگر دانشگاه کورک ایرلند و از سال ۲۰۰۸ میلادی دانشگاه کالیفرنیا، لس‌آنجلس و انجمن نشنال جئوگرافی به این پروژه پیوستند.

## اکتشافات
در مجموعه غار آرنی قدیمیترین کفش چرمی جهان یافته شده‌است و آثار کشف شده در این غار نشان می‌دهند که غار از دوران نوسنگی تا سده ۱۲ میلادی مورد استفاده قرار می‌گرفته‌است. کارگاه شراب سازی و کفش متعلق به دوره مس‌سنگی هستند.
در حفاری‌های سال ۲۰۰۷ و ۲۰۰۸ میلادی سه گور خمره کشف شدند که درون آن‌ها استخوان‌های اجساد ۹ تا ۱۶ سال آدمی قرار داشتند. همچنین یک خنجر فلزی، تفاله سی نوع میوه، پودر غلات، طناب، لباس، پارچه و کلاه نیز در حفاری‌ها کشف شدند.
آزمایش رادیو کربن عمر کفش را به ۳۵۰۰ سال پیش از میلاد بر می‌گرداند. به این ترتیب  از کفش‌های اوتسی مرد یخی و استون‌هنج و هرم بزرگ جیزه قدیمی تر است.
دستگاه شراب کشی این غار بر اساس آزمایش‌های رادیو کربن به ۴۰۰۰ تا ۴۱۰۰ پیش از میلاد تعلق دارند. در کنار خمره‌های شراب، لیوان‌ها و لوله‌های سفالی و تخم انگور نیز یافت شده‌است. بر اساس تحقیقات انجام شده در آن زمان انگور را ابتدا با پا له می‌کردند و سپس آب انگور را به مخازنی با حجم ۱۵ گالن انتقال می‌دادند. متخصصان ساکنان این غار را از اقوام کورا آراکس می‌دانند.

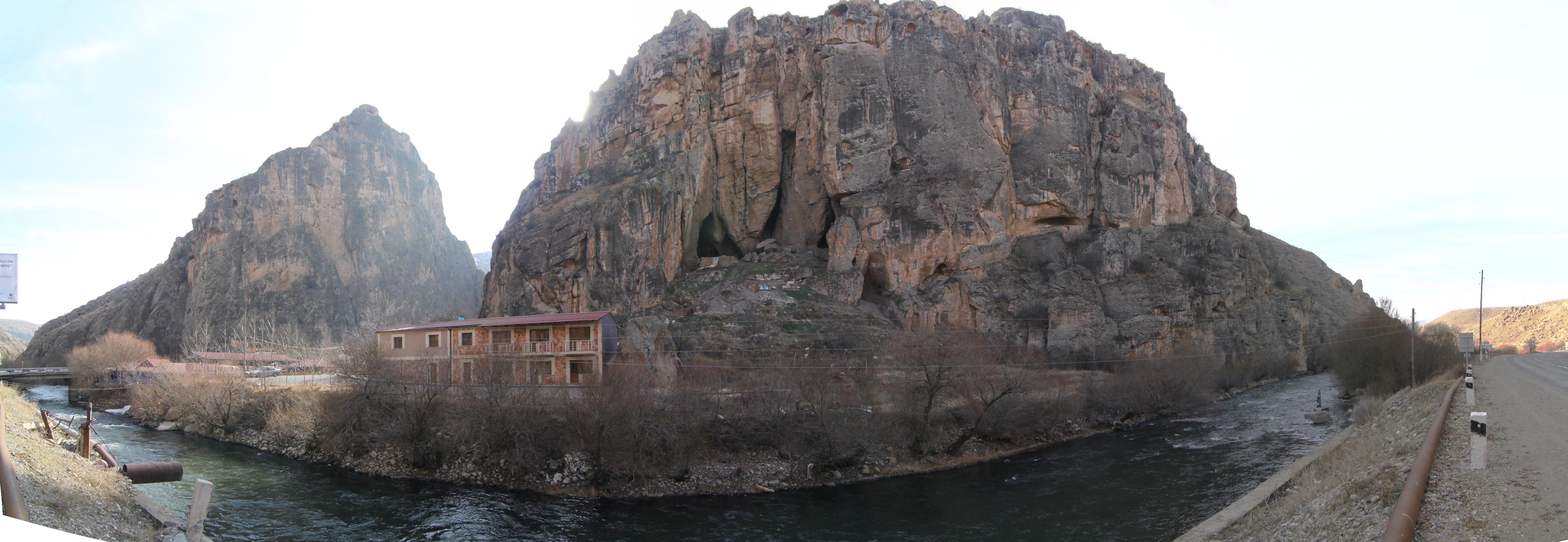
مجموعه غار آرنی-۱ در امتداد رودخانه آرپا